# Заречье (Оржицкий район)
Заречье (укр. Заріччя) — село,
Черевковский сельский совет,
Оржицкий район,
Полтавская область, Украина.
Население по переписи 2001 года составляло 40 человек.

## Географическое положение
Село Заречье находится на правом берегу реки Слепород,
выше по течению на расстоянии в 1,5 км расположено село Слепород,
ниже по течению на расстоянии в 1 км расположено село Хорошки,
на противоположном берегу — сёла Черевки и Хорошки.

## История
Село указано на трехверстовке Полтавской области. Военно-топографическая карта.1869 года как хутор Ушакова

## Происхождение названия
На территории Украины 33 населённых пункта с названием Заречье.